# Chaleponcus oschei
Chaleponcus oschei är en mångfotingart som beskrevs av Kraus 1966. Chaleponcus oschei ingår i släktet Chaleponcus och familjen Odontopygidae. Inga underarter finns listade i Catalogue of Life.